# Józef Groszek
Józef Edward Groszek, ps. „Świderski” (ur. 27 października 1895 w Szumlanach, zm. po 1939) – major piechoty Wojska Polskiego.

## Życiorys
Urodził się 27 października 1895 w Szumlanach, w ówczesnym powiecie podhajeckim Królestwa Galicji i Lodomerii. W czasie I wojny światowej walczył w szeregach cesarskiej i królewskiej Armii. Jego oddziałem macierzystym był Pułk Piechoty Nr 24. Na stopień podporucznika rezerwy został mianowany ze starszeństwem z 1 stycznia 1918 w korpusie oficerów piechoty.
Służył w 5 Pułku Piechoty Legionów w Wilnie. 3 maja 1922 został zweryfikowany w stopniu porucznika ze starszeństwem z 1 czerwca 1919 i 549. lokatą w korpusie oficerów piechoty, a 31 marca 1924 mianowany kapitanem ze starszeństwem z 1 lipca 1923 i 223. lokatą w korpusie oficerów piechoty.
W marcu 1932 został przeniesiony z Komendy Miasta Lwów do 40 Pułku Piechoty we Lwowie na stanowisko obwodowego komendanta Przysposobienia Wojskowego.
Na stopień majora został mianowany ze starszeństwem z 19 marca 1937 i 16. lokatą w korpusie oficerów piechoty. W marcu 1939 pełnił służbę w Biurze Personalnym Ministerstwa Spraw Wojskowych w Warszawie na stanowisku zastępcy szefa Wydziału I Ogólno-Organizacyjnego. W czasie kampanii wrześniowej został internowany na terytorium Królestwa Rumunii, a później przekazany Niemcom i osadzony w Oflagu VI E Dorsten. 

## Ordery i odznaczenia
- Krzyż Kawalerski Orderu Odrodzenia Polski (10 listopada 1938)[17][18]
- Krzyż Walecznych (dwukrotnie)[19][20]
- Medal Niepodległości (27 czerwca 1938)[21][1]
- Srebrny Krzyż Zasługi (10 listopada 1928)[22][19][23]
- Krzyż Wojskowy Karola (Austro-Węgry)[2]
- Medal 10 Rocznicy Wojny Niepodległościowej (Łotwa, 1929)[24]